# 89. pehotna divizija (ZDA)
89. pehotna divizija (izvirno angleško 89th Infantry Division) je bila pehotna divizija Kopenske vojske ZDA.

## Zgodovina
Divizija je bila prvotno ustanovljena iz prebivalcev Kansasa, Missourija in Kolorada.